# Список об'єктів Світової спадщини ЮНЕСКО в Італії
У списку об'єктів світової спадщини ЮНЕСКО в Італії міститься 60 об'єктів (станом на 2024 рік).
Усього в повному списку світової спадщини міститься 1157 об'єктів на 2023 рік, таким чином доля об'єктів Італії становить 5% від світового. 54 об'єкти внесені до списку за культурними критеріями, причому 22 з них визнані шедеврами людського генія (критерій i), і ще 6 об'єктів включені за природними критеріями, один з яких визнано природним феноменом виняткової краси й естетичної важливості (критерій vii). Крім цього, станом на 2024 рік, 32 об'єкти на території Італії знаходяться серед кандидатів на включення до списку Всесвітньої спадщини. Італійська Республіка ратифікувала Конвенцію про охорону всесвітньої культурної та природної спадщини 23 червня 1978 р.. Перший об'єкт, що знаходиться на території Італії були занесені в список в 1979 р. на 3-ій сесії Комітету Всесвітньої спадщини ЮНЕСКО. Станом на 2024 рік на території Італії перебуває більше об'єктів всесвітньої спадщини ЮНЕСКО ніж у будь-якій іншій країні.
З 60 об'єктів Світової спадщини в Італії
- 54 культурних об'єктів;
- 6 природних об'єктів.

## Список
У наведеній таблиці об'єкти розташовані у порядку їхнього внесення до списку Світової спадщини ЮНЕСКО.
| №  | Зображення | Назва | Місцеположення | Час створення             | Час внесення до списку                                    | №    | Критерії              |
| -- | ---------- | --- | --- | ------------------------- | --------------------------------------------------------- | ---- | --------------------- |
| 1  |            | Петрогліфи Валькамоніки (англ. Rock Drawings in Valcamonica) | Італія Ломбардія | 6-те тисячоліття до н. е. | 1979                                                      | 94   | iii, vi               |
| 2  |            | Історичний центр Риму, власність Святого Престолу в цьому місті, що користується екстериторіальними правами, і базиліка Святого Павла за мурами (англ. Historic Centre of Rome, the Properties of the Holy See in that City Enjoying Extraterritorial Rights and San Paolo Fuori le Mura) | Італія Лаціо спільно з Ватиканом | VI століття до н. е.      | 1980 (розширено в 1990 році) (незначні зміни у 2015 році) | 91   | i, ii, iii, iv, vi    |
| 3  |            | Церква та домініканський монастир Санта Марія делле Ґраціє з "Тайною вечерею" Леонардо да Вінчі (англ. Church and Dominican Convent of Santa Maria delle Grazie with “The Last Supper” by Leonardo da Vinci)                                                                              | Італія Ломбардія | XV століття               | 1980                                                      | 93   | i, ii                 |
| 4  |            | Історичний центр Флоренції (англ. Historic Centre of Florence) | Італія Тоскана | XIV століття              | 1982 (незначні зміни у 2015 та 2021 роках)                | 174  | i, ii, iii, iv, vi    |
| 5  |            | Венеція та її лагуна (англ. Venice and its Lagoon) | Італія Венето | XI століття               | 1987                                                      | 394  | i, ii, iii, iv, v, vi |
| 6  |            | П'яцца-деї-Міраколі, Піза (англ. Piazza del Duomo, Pisa) | Італія Тоскана | XI століття               | 1987 (незначні зміни у 2007)                              | 395  | i, ii, iv, vi         |
| 7  |            | Історичний центр Сан-Джиміньяно (англ. Historic Centre of San Gimignano) | Італія Тоскана | XIII століття             | 1990                                                      | 550  | i, iii, iv            |
| 8  |            | Сассі та парк печерних церков у Матері (англ. The Sassi and the Park of the Rupestrian Churches of Matera) | Італія Базиліката | XV століття               | 1993                                                      | 670  | iii, iv, v            |
| 9  |            | Місто Віченца та вілли Андреа Палладіо у Венето (англ. City of Vicenza and the Palladian Villas of the Veneto) | Італія Венето | XVI століття              | 1994 (незначні зміни в 1996 році)                         | 712  | i, ii                 |
| 10 |            | Історичний центр Сієни (англ. Historic Centre of Siena) | Італія Тоскана | XIII століття             | 1995                                                      | 717  | i, ii, iv             |
| 11 |            | Історичний центр Неаполя (англ. Historic Centre of Naples) | Італія Кампанія | XIV століття              | 1995 (незначні зміни у 2011 році)                         | 726  | ii, iv                |
| 12 |            | Креспі-д'Адда (англ. Crespi d'Adda) | Італія Ломбардія | XIX століття              | 1995                                                      | 730  | iv, v                 |
| 13 |            | Феррара, місто епохи Відродження, та його дельта річки По (англ. Ferrara, City of the Renaissance, and its Po Delta) | Італія Емілія-Романья | XV століття               | 1995 (розширено в 1999 році)                              | 733  | ii, iii, iv, v, vi    |
| 14 |            | Кастель-дель-Монте (англ. Castel del Monte) | Італія Апулія | XIII століття             | 1996                                                      | 398  | i, ii, iii            |
| 15 |            | Труллі з Альберобелло (англ. The Trulli of Alberobello) | Італія Апулія] | XVIII століття            | 1996                                                      | 787  | iii, iv, v            |
| 16 |            | Ранньохристиянські пам'ятки Равенни (англ. Early Christian Monuments of Ravenna) | Італія Емілія-Романья | V століття                | 1996                                                      | 788  | i, ii, iii, iv        |
| 17 |            | Історичний центр міста П'єнца (англ. Historic Centre of the City of Pienza) | Італія Тоскана | XV століття               | 1996                                                      | 789  | i, ii, iv             |
| 18 |            | Королівський палац 18 століття в Казерті з парком, акведуком Ванвітеллі та комплексом Сан-Леучіо (англ. 18th-Century Royal Palace at Caserta with the Park, the Aqueduct of Vanvitelli, and the San Leucio Complex)                                                                       | Італія Кампанія | XVIII століття            | 1997                                                      | 549  | i, ii, iii, iv        |
| 19 |            | Палаци Савойського дому (англ. Residences of the Royal House of Savoy) | Італія П'ємонт | XVII століття             | 1997 (незначні зміни у 2010 році)                         | 823  | i, ii, iv, v          |
| 20 |            | Падуанський ботанічний сад (англ. Botanical Garden (Orto Botanico), Padua) | Італія Венето | XVI століття              | 1997                                                      | 824  | ii, iii               |
| 21 |            | Порто-Венере, Чинкве-Терре та острови (Пальмарія, Тіно і Тінетто) (англ. Portovenere, Cinque Terre, and the Islands (Palmaria, Tino and Tinetto)) | Італія Лігурія | XII століття              | 1997 (незначні зміни у 2021 році)                         | 826  | ii, iv, v             |
| 22 |            | Латинський собор, Торре Чівіка та Пьяцца Гранде, Модена (англ. Cathedral, Torre Civica and Piazza Grande, Modena) | Італія Емілія-Романья | XII століття              | 1997                                                      | 827  | i, ii, iii, iv        |
| 23 |            | Археологічні зони Помпей, Геркулануму та Торре-Аннунціата (англ. Archaeological Areas of Pompei, Herculaneum and Torre Annunziata) | Італія Кампанія | I століття                | 1997                                                      | 829  | iii, iv, v            |
| 24 |            | Амальфітанське узбережжя (англ. Costiera Amalfitana) | Італія Кампанія | IX століття               | 1997                                                      | 830  | ii, iv, v             |
| 25 |            | Археологічна зона Акрагант (англ. Archaeological Area of Agrigento) | Італія Сицилія | V століття до н. е.       | 1997                                                      | 831  | i, ii, iii, iv        |
| 26 |            | Вілла Романа дель Казале (англ. Villa Romana del Casale) | Італія Сицилія | IV століття               | 1997                                                      | 832  | i, ii, iii            |
| 27 |            | Су-Нураксі-ді-Баруміні (англ. Su Nuraxi di Barumini) | Італія Сардинія | 2-ге тисячоліття до н. е. | 1997                                                      | 833  | i, iii, iv            |
| 28 |            | Археологічна зона та Патріарша базиліка Аквілеї (англ. Archaeological Area and the Patriarchal Basilica of Aquileia) | Італія Фріулі-Венеція-Джулія | II століття до н. е.      | 1998 (незначні зміни у 2017 та 2018 роках)                | 825  | iii, iv, vi           |
| 29 |            | Історичний центр Урбіно (англ. Historic Centre of Urbino) | Італія Марке | XV століття               | 1998                                                      | 828  | ii, iv                |
| 30 |            | Національний парк Чиленто і Валло-ді-Діано з археологічними пам'ятками Пестум і Елея, а також Чертоза-ді-Падула (англ. Cilento and Vallo di Diano National Park with the Archeological Sites of Paestum and Velia, and the Certosa di Padula)                                             | Італія Кампанія | VI століття до н. е.      | 1998                                                      | 842  | iii, iv               |
| 31 |            | Вілла Адріана (Тіволі) (англ. Villa Adriana (Tivoli)) | Італія Лаціо | II століття               | 1999                                                      | 907  | i, ii, iii            |
| 32 |            | Місто Верона (англ. City of Verona) | Італія Венето | I століття                | 2000                                                      | 797  | ii, iv                |
| 33 |            | Ліпарські острови (англ. Isole Eolie (Aeolian Islands)) | Італія Сицилія | —                         | 2000                                                      | 908  | viii                  |
| 34 |            | Ассізі, базиліка Сан-Франческо та інші францисканські місця (англ. Assisi, the Basilica of San Francesco and Other Franciscan Sites) | Італія Умбрія | XIII століття             | 2000                                                      | 990  | i, ii, iii, iv, vi    |
| 35 |            | Вілла д'Есте, Тіволі (англ. Villa d'Este, Tivoli) | Італія Лаціо | XVI століття              | 2001                                                      | 1025 | i, ii, iii, iv, vi    |
| 36 |            | Пізньобарокові міста Валь-ді-Ното (південно-східна Сицилія) (англ. Late Baroque Towns of the Val di Noto (South-Eastern Sicily)) | Італія Сицилія | XVII століття             | 2002                                                      | 1024 | i, ii, iv, v          |
| 37 |            | Сакрі-Монті П'ємонту та Ломбардії (англ. Sacri Monti of Piedmont and Lombardy) | Італія П'ємонт і Ломбардія | XVI століття              | 2003                                                      | 1068 | ii, iv                |
| 38 |            | Гора Сан-Джорджіо (англ. Monte San Giorgio) | Італія Ломбардія (спільно зі Швейцарією ) | —                         | 2003 (незначні зміни у 2010 році)                         | 1090 | viii                  |
| 39 |            | Валь-д'Орча (англ. Val d'Orcia) | Італія Тоскана | XIV століття              | 2004                                                      | 1026 | iv, vi                |
| 40 |            | Етруські некрополі Черветері та Тарквінія (англ. Etruscan Necropolises of Cerveteri and Tarquinia) | Італія Лаціо | IX століття до н. е.      | 2004                                                      | 1158 | i, iii, iv            |
| 41 |            | Сиракуза та скельний Некрополь Панталіка (англ. Syracuse and the Rocky Necropolis of Pantalica) | Італія Сицилія | 2-ге тисячоліття до н. е. | 2005                                                      | 1200 | ii, iii, iv, vi       |
| 42 |            | Генуя: Нова вулиця та система Палаццо деі Роллі (англ. Genoa: Le Strade Nuove and the system of the Palazzi dei Rolli) | Італія Лігурія | XVI століття              | 2006                                                      | 1211 | ii, iv                |
| 43 |            | Букові праліси Карпат та інших регіонів Європи (англ. Ancient and Primeval Beech Forests of the Carpathians and Other Regions of Europe) | Італія Абруццо, Лаціо, Емілія-Романья, Апулія, Базиліката та Калабрія (спільно з Австрією , Албанією , Бельгією , Болгарією , Боснією і Герцеговиною , Іспанією , Німеччиною , Північною Македонією , Польщею , Румунією , Словаччиною , Словенією , Україною , Францією , Хорватією , Чехією та Швейцарією ) | —                         | 2007 (розширено у 2011, 2017 та 2021 роках)               | 1133 | ix                    |
| 44 |            | Ретійська залізниця в ландшафтах Альбула / Берніна (англ. Rhaetian Railway in the Albula / Bernina Landscapes | Італія Ломбардія (спільно зі Швейцарією ) | 1908 — 1910               | 2008                                                      | 1276 | ii, iv                |
| 45 |            | Мантуя та Саббйонета (англ. Mantua and Sabbioneta) | Італія Ломбардія | XV століття               | 2008                                                      | 1287 | ii, iii               |
| 46 |            | Доломіти (англ. The Dolomites) | Італія Венето, Трентіно-Альто-Адідже та Фріулі-Венеція-Джулія | —                         | 2009                                                      | 1237 | vii, viii             |
| 47 |            | Лангобарди в Італії: місця зосередження влади (568-774 рр.) (англ. Longobards in Italy. Places of the Power (568-774 A.D.)) | Італія Фріулі-Венеція-Джулія, Ломбардія, Умбрія, Кампанія та Апулія | VI століття               | 2011                                                      | 1318 | ii, iii, vi           |
| 48 |            | Доісторичні пальові поселення в Альпах (англ. Prehistoric Pile Dwellings around the Alps) | Італія Фріулі-Венеція-Джулія, Ломбардія, Трентіно-Альто-Адідже, Венето та П'ємонт (спільно з Австрією , Німеччиною , Словенією , Францією та Швейцарією ) | 5-те тисячоліття до н. е. | 2011                                                      | 1363 | iv, v                 |
| 49 |            | Вілли та сади Медічі в Тоскані (англ. Medici Villas and Gardens in Tuscany) | Італія Тоскана | XV століття               | 2013                                                      | 175  | ii, iv, vi            |
| 50 |            | Гора Етна (англ. Mount Etna) | Італія Сицилія | —                         | 2013                                                      | 1427 | viii                  |
| 51 |            | Природний ландшафт італійських виноградників: Ланге-Роеро та Монферрат (англ. Vineyard Landscape of Piedmont: Langhe-Roero and Monferrato) | Італія П'ємонт | V століття до н. е.       | 2014                                                      | 1390 | iii, v                |
| 52 |            | Арабо-норманський Палермо та собори Чефалу та Монреале (англ. Arab-Norman Palermo and the Cathedral Churches of Cefalú and Monreale) | Італія Сицилія | XII століття              | 2015                                                      | 1487 | ii, iv                |
| 53 |            | Венеційські оборонні споруди 16-17 століть: Тераферма — Західні морські володіння Венеції (англ. Venetian Works of Defence between the 16th and 17th Centuries: Stato da Terra – Western Stato da Mar)                                                                                    | Італія Ломбардія, Венето та Фріулі-Венеція-Джулія (спільно з Хорватією та Чорногорією ) | XVI століття              | 2017                                                      | 1533 | iii, iv               |
| 54 |            | Івреа, промислове місто 20-го століття (англ. Ivrea, industrial city of the 20th century) | Італія П'ємонт | 1930-ті                   | 2018 (незначні зміни у 2021 році)                         | 1538 | iv                    |
| 55 |            | Пагорби просекко Конельяно та Вальдобб'ядене (англ. Le Colline del Prosecco di Conegliano e Valdobbiadene) | Італія Венето | XVIII століття            | 2019                                                      | 1571 | v                     |
| 56 |            | Великі курортні міста Європи (англ. The Great Spa Towns of Europe) | Італія Тоскана (спільно з Австрією , Бельгією , Великою Британією , Німеччиною , Францією та Чехією ) | XVIII століття            | 2021                                                      | 1613 | ii, iii               |
| 57 |            | Цикли фресок Падуї XIV століття (англ. Padua’s fourteenth-century fresco cycles) | Італія Венето | XIV століття              | 2021                                                      | 1623 | ii                    |
| 58 |            | Портики Болоньї (англ. The Porticoes of Bologna) | Італія Емілія-Романья | XIII століття             | 2021                                                      | 1650 | iv                    |